# كلية الكويت للعلوم والتكنولوجيا
كلية الكويت للعلوم والتكنولوجيا (KCST) هي جامعة خاصة في الكويت، تقدم التعليم الجامعي في الهندسة. تقع في منطقة الدوحة غرب مدينة الكويت. بدأت كلية الكويت للعلوم والتكنولوجيا برامج الشهادات العلمية في عام 2016. تدار من قبل مجلس الجامعات الخاصة (PUC) في الكويت.

## الحرم الجامعي
يقع الحرم الجامعي في منطقة الدوحة محافظة العاصمة بالقرب من الحدود مع محافظة الجهراء ومعسكر الدوحة السابق. هي جامعة خاصة مملوكة لشركة العلوم والتكنولوجيا للتعليم العالي (COSTHE).

يضم حرم الجامعة مكتبة مركزية كبيرة، وقاعة رئيسية بسعة 500 مقعد، ومسرحين للمحاضرات بسعة 250 مقعدًا، بالإضافة إلى عدد من قاعات المحاضرات ومكاتب أعضاء هيئة التدريس والموظفين والمختبرات. تشمل المرافق الرياضية في الحرم الجامعي ملعب لكرة القدم وملاعب تنس مع خطط جارية لحوض سباحة ومرافق رياضية إضافية.

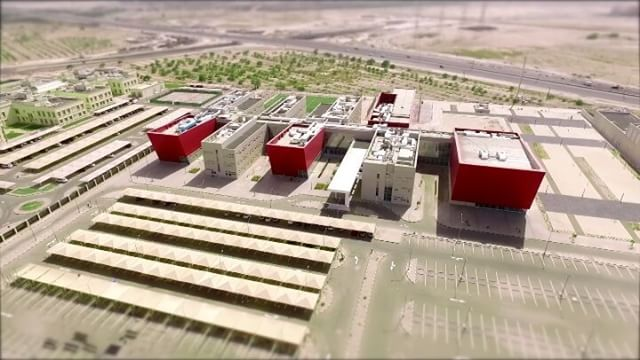
عرض جوي
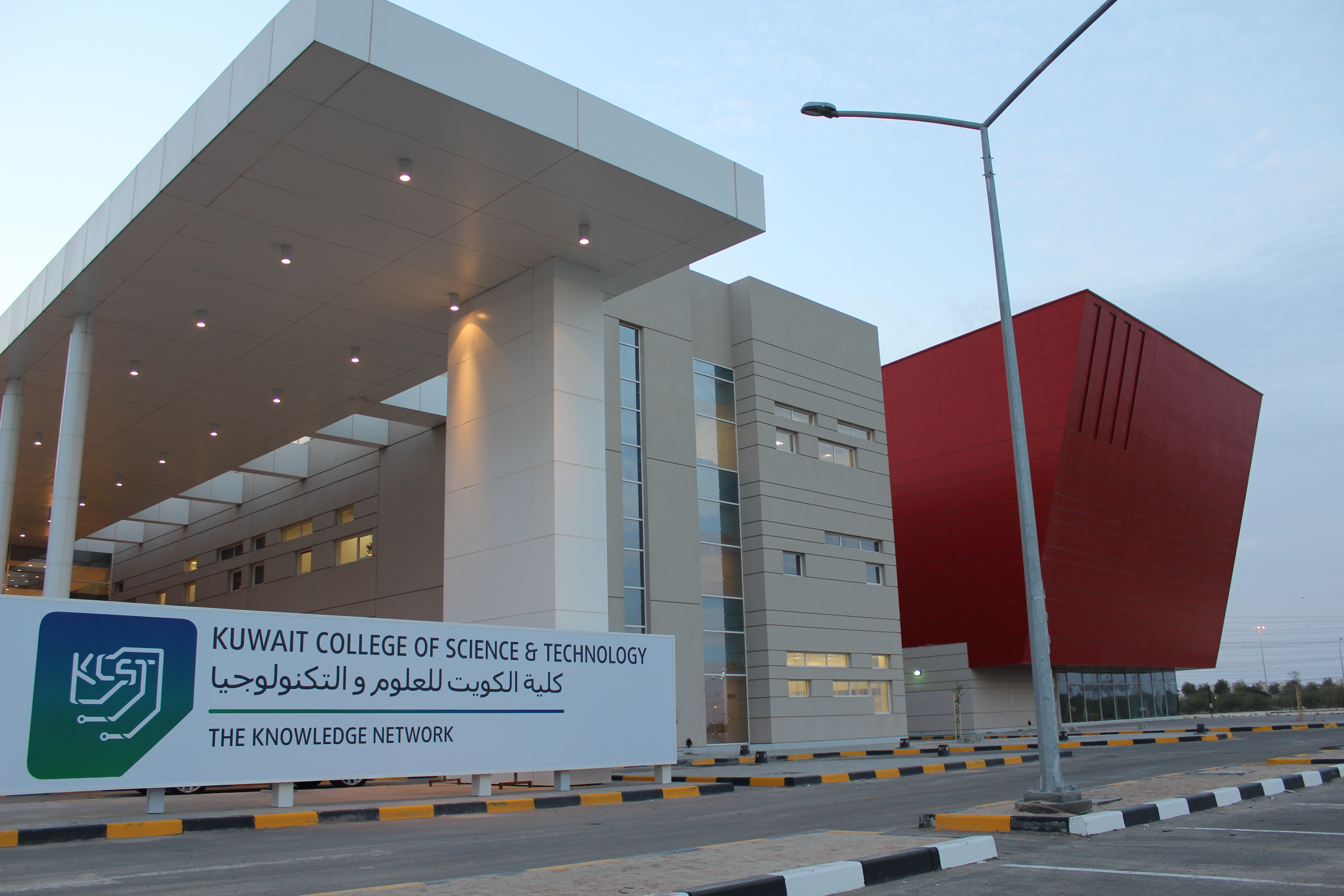
المدخل الرئيسي
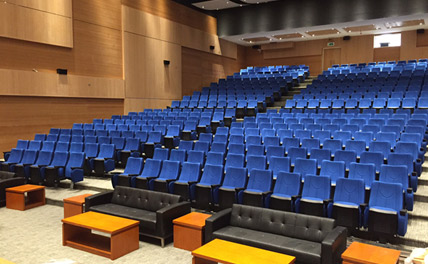
قاعة محاضرات
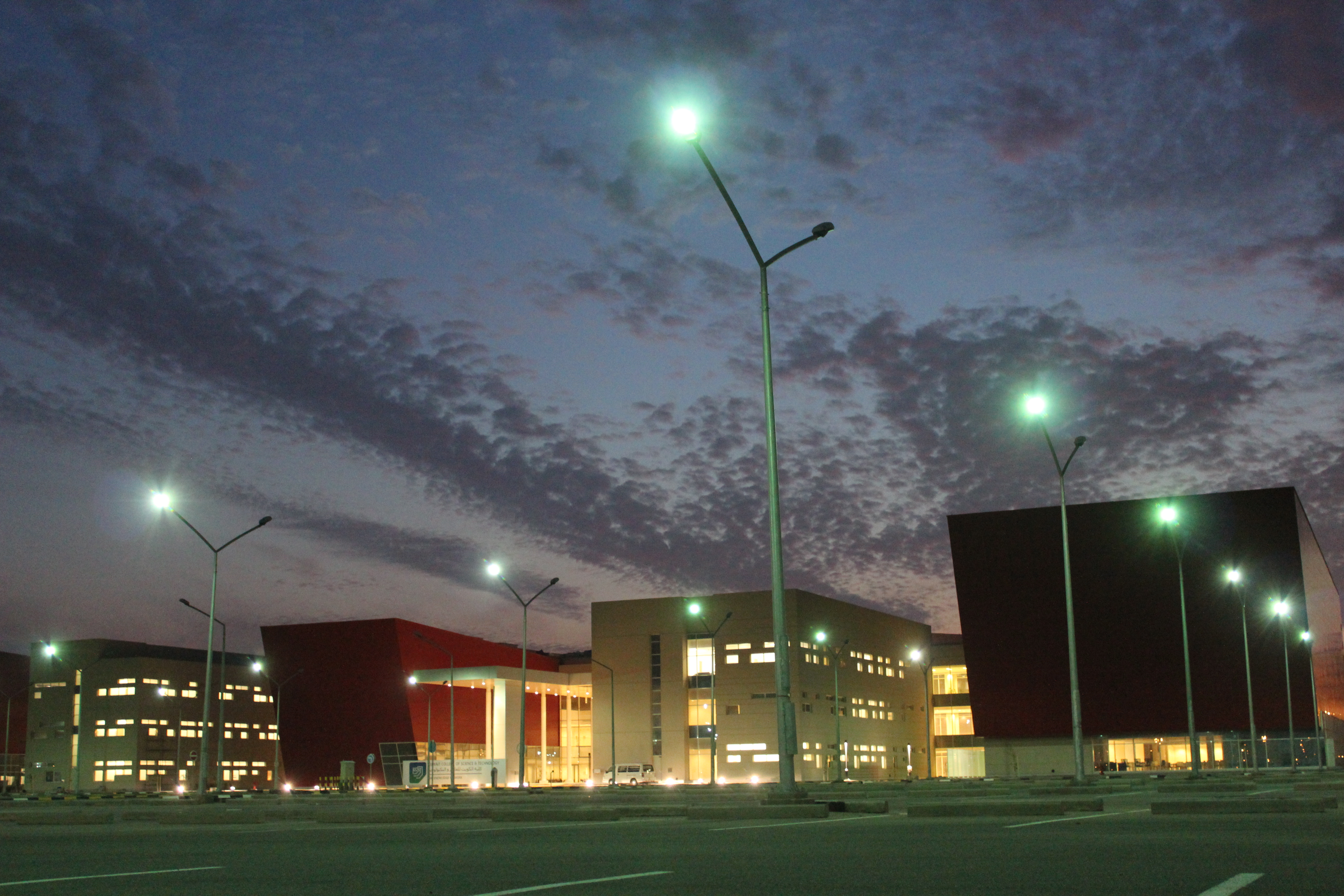
مساءً

## التخصصات
تشمل برامج الشهادات المقدمة شهادات البكالوريوس في علوم الكمبيوتر وهندسة الكمبيوتر وهندسة الإلكترونيات والاتصالات. يستغرق برنامج شهادة علوم الكمبيوتر 4 سنوات، بينما يستغرق إكمال برامج شهادة الهندسة 4,5 سنوات.
تقدم الجامعة أيضًا برنامج «تمهيدي» مع التركيز على الرياضيات والفيزياء وتكنولوجيا المعلومات واللغة الإنجليزية، والتي يمكن أن تستغرق ما يصل إلى عام واحد حتى تكتمل. يتم تقديم جلسات الصباح والمساء. هناك أيضًا عدد من الدورات المقدمة خلال العطلة الصيفية.

## هيئة التدريس
تقوم الجامعة بتوسيع هيئة التدريس بسرعة، اعتبارًا من يناير 2019 وقد قامت بتوظيف حوالي 65 من أعضاء هيئة التدريس وهيئة التدريس من جميع أنحاء العالم. يحمل معظم أعضاء هيئة التدريس شهادة الدكتوراه من جامعات بارزة في أمريكا الشمالية وأوروبا وأستراليا والشرق الأقصى وجنوب شرق آسيا وشمال إفريقيا.

## الأبحاث
يشارك العديد من أعضاء هيئة التدريس بالجامعة وهيئة التدريس بنشاط في البحث، مع التركيز على أجهزة الاستشعار وتكنولوجيا النانو، فيزياء الجسيمات، الحوسبة عالية الأداء، النمذجة والمحاكاة، معالجة الإشارات الطبية، والحوسبة المتنقلة والمنتشرة في كل مكان. المصدر الرئيسي لتمويل البحوث هي المنح البحثية التي تمنحها مؤسسة الكويت للتقدم العلمي.
تدعو جامعة KCST بشكل دوري باحثين دوليين مرموقين في مجالات العلوم والتكنولوجيا من جميع أنحاء العالم لتقديم محاضرات دراسية في حرمها الجامعي لتحفيز طلابها ورفع مستوى الوعي حول أحدث ما توصلت إليه العلوم والتكنولوجيا إلى عتبة بابها.

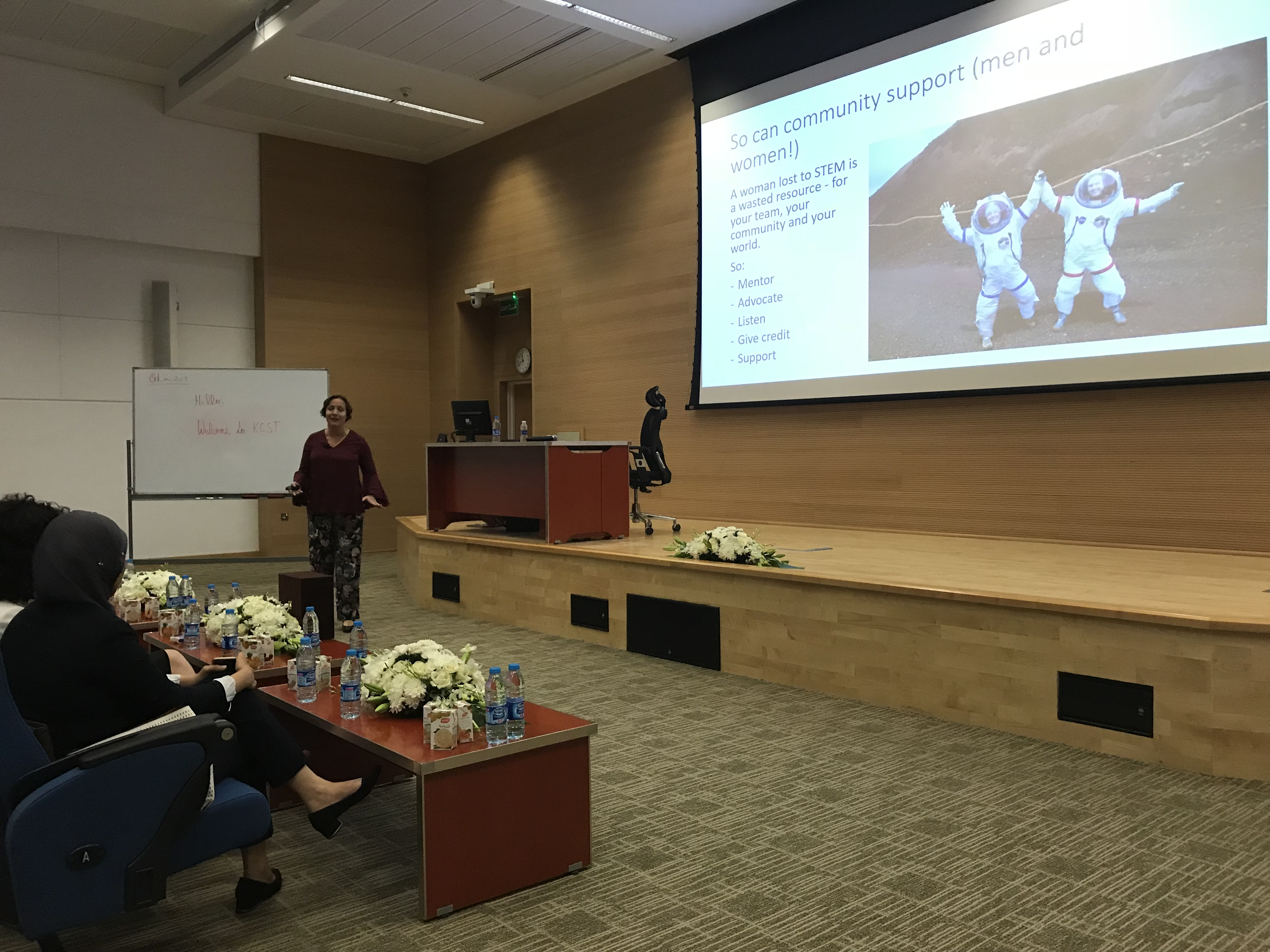
الدكتور كيم بينستد من جامعة هاواي يلقي محاضرة مدعوة حول مشروع HI-SEAS (بتمويل من وكالة ناسا) في KCST في أكتوبر 2017

## الشق الأكاديمي
تم تصميم المناهج الدراسية في الجامعة في الأصل بالتشاور مع المعهد الهندي للتكنولوجيا دلهي (IIT) تم تخصيص المناهج وتكييفها من قبل هيئة التدريس بالجامعة لتناسب احتياجات الطلاب الكويتيين والشرق أوسطيين. تم تنظيم معظم الدورات المقدمة في برامج درجة الهندسة في محاضرات منفصلة (نظرية)، ودروس (حل المشكلات)، وجلسات معملية (عملية) حتى يتمكن الطلاب من تطوير فهم شامل للموضوع الذي يتم تدريسه.  
تشمل مرافق المختبرات مختبرات الفيزياء الحديثة، ومختبرات الإلكترونيات والأجهزة، ومختبرات الحوسبة.